# توم بيتي
توماس إيرل بيتي أو توم بيتي (بالإنجليزية: Tom Petty)‏ (مواليد 20 أكتوبر 1950 في غينزفيل بفلوريدا - 2 أكتوبر 2017) هو مغني روك أمريكي بدأ مسيرته الفنية في أواخر سنة 1970.

## الأغاني

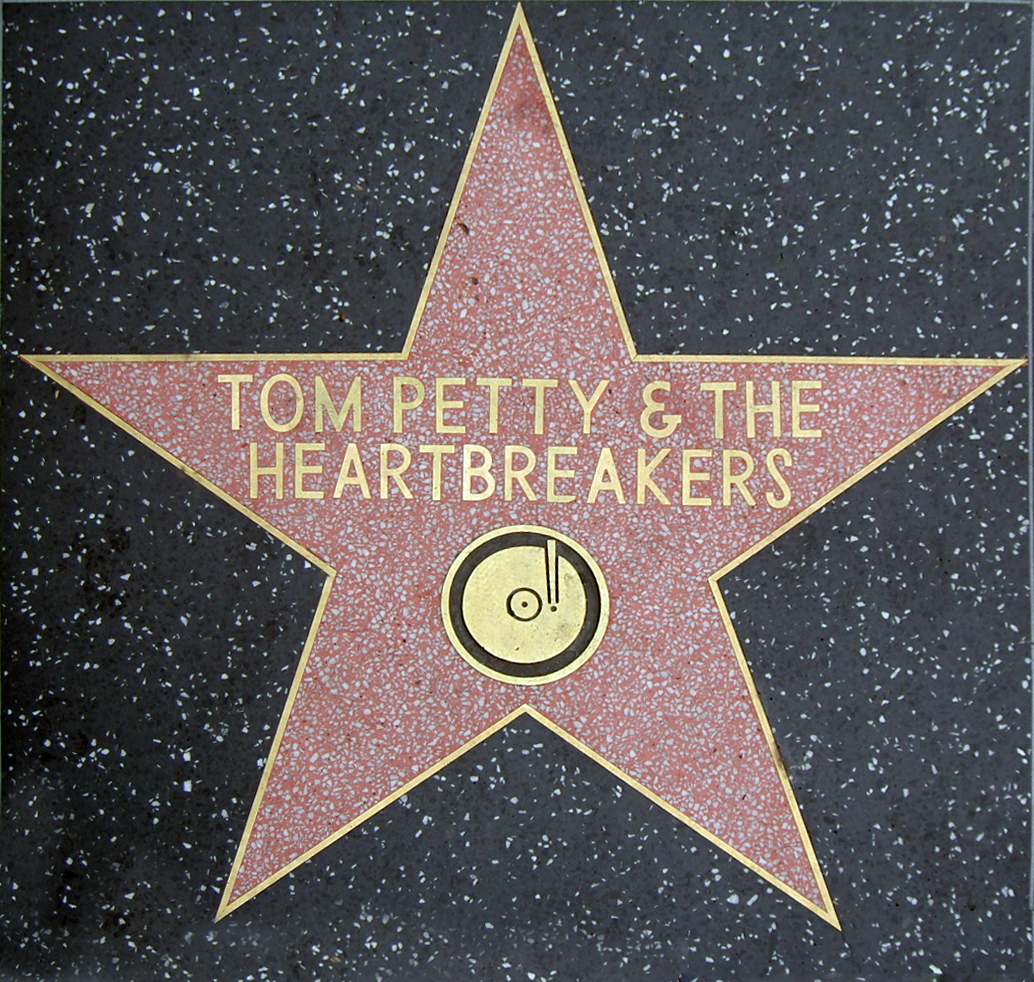
نجمة توم بيتي في ممشى المشاهير هوليوود

- يور غونا غيت إت 1978
- دامن ذا توربيدوس 1979
- هارد بروميزس 1980
- لونغ أفتر دارك 1982
- سوذارن أكسينتس 1985
- بيك آب ذا بلانتاشيون 1985
- ليت مي آب 1987
- إينتو ذا غريتوايد أوبن 1991
- شيز ذا وان 1996 (فلم)
- إيشو 1999
- ذا لاست دي جاي 2002
- موجو 2010
- هيبنوتيك آي 2014

## روابط خارجية
- توم بيتي على موقع IMDb (الإنجليزية)
- توم بيتي على موقع الموسوعة البريطانية (الإنجليزية)
- توم بيتي على موقع روتن توميتوز (الإنجليزية)
- توم بيتي على موقع ميوزك برينز (الإنجليزية)
- توم بيتي على موقع رولينغ ستون (الإنجليزية)
- توم بيتي على موقع إن إن دي بي (الإنجليزية)
- توم بيتي على موقع أول ميوزيك (الإنجليزية)
- توم بيتي على موقع ديسكوغز (الإنجليزية)
- توم بيتي على موقع ديسكوغز (الإنجليزية)
- توم بيتي على موقع ديسكوغز (الإنجليزية)
- الموقع الرسمي